# Спетекака
Торт spettekaka/спеттекака (торт на рожні) – традиційний шведський десерт, притаманний провінції Сконе (ландскап). Це атрибут будь-якого свята південної Швеції, окрім Різдва. На сконському діалекті торт має декілька назв:  «spiddekauga» або «spiddekaga».

## Рецептура торту
Інгредієнти:   
- 40 яєць, щойно знесених куркою;
- 1 літр жирної сметани (18%);
- 1 кг картопляного борошна;
- 1 кг цукру;
- 1 кг вершкового масла;
- 3 лимона (сік);
- 100 г ванільного цукру.

### Послідовність та особливості приготування
Тісто замішують частинами: спочатку розтирають цукор із вершковим маслом, потім додають жовтки. Розтирають таким чином, щоб не утворилися грудочки. Додають картопляне борошно, потім — сметану. Яєчні білки збивають віничком та додають у тісто.
Відмінність між тортом та іншими кулінарними виробами: сода для випічки не використовується.
Спеттекака готується з рідкого тіста. Приготування займає близько 2-х годин. Під час випікання тісто повільно обертається по спіралі навколо конуса. У домашніх умовах торт випікати важко. Випікання триває майже 3 години.
Після випікання торт стає сухим і дуже крихким, за ароматом нагадує солодку вату. За традицією його прикрашають глазур'ю, білою або кольоровою (залежно від того, у якій частині провінції виготовлений торт).
Спеттекаку подають із чарочкою солодкого вина або фележанкою кави.

## Назва торту в різних країнах
У країнах світу кондитерські вироби виготовляють за схожою технологією, і вони мають такі назви:
- Швеція — Spettekaka (Spettkaka)
- Литва — Sakotis
- Польща — Sekacz
- Франція — Gateau a la broche
- Німеччина — Baumkuchen (Baumstriezel)
- Австрія — Prügertorte (Prügelkrapfen)
- Англія  — King of cakes
- Чехія та Словаччина – Trdelník
- Угорщина  — Kürtőskalác

## Цікаві сторінки історії
Перший запис, що натякає на появу кондитерського виробу, виготовленому на рожні, відноситься до Середньовіччя (1450 р.).
Спеттекака – улюблений торт французького імператора Наполеона.
У провінції Сконе (ландскап) щорічно відбуваються кулінарні змагання на приготування найкращої спеттекаки.
Найбільший торт був спечений у 1985 році  в Шебу (комуна). Його висота була 3,6 метри, і він був занесений у «Книгу рекордів Гіннеса».